# Jezioro Królewskie
Jezioro Królewskie (niem. Konigs See) – jezioro rynnowe w Polsce, położone w województwie zachodniopomorskim, w powiecie myśliborskim w gminie Myślibórz.
Akwen leży na Pojezierzu Myśliborskim, w granicach miasta Myślibórz, około 200 m na wschód od Jeziora Myśliborskiego.